# Турец-Бояры (Молодечненский район)
Турец-Бояры (бел. Турэ́ц-Бая́ры) — деревня в Молодечненском районе Минской области Беларуси. Входит в состав Лебедевского сельсовета.

## География
Расположена в направлении на северо-запад от Молодечно, около автомобильной дороги Р-106. Ближайшая железнодорожная станция — Пруды.
Ближайшие населённые пункты Заполяки, Пруды и др.

### Гидрография
Через деревню протекает река Турья (приток Уши).

## Население

### Численность
- 2019 год — 1 336 жителей

### Динамика
- 1999 год — 1 741 жителей (перепись населения)
- 2009 год — 1 479 жителей (перепись населения)[3]
- 2019 год — 1 336 жителей (перепись населения)

## Культура
- Дом культуры
- Музей ГУО "Турец-Боярская средняя школа Молодечненского района"

## Достопримечательность
- Церковь Святого Александра Невского (2003)[4]

## Галерея

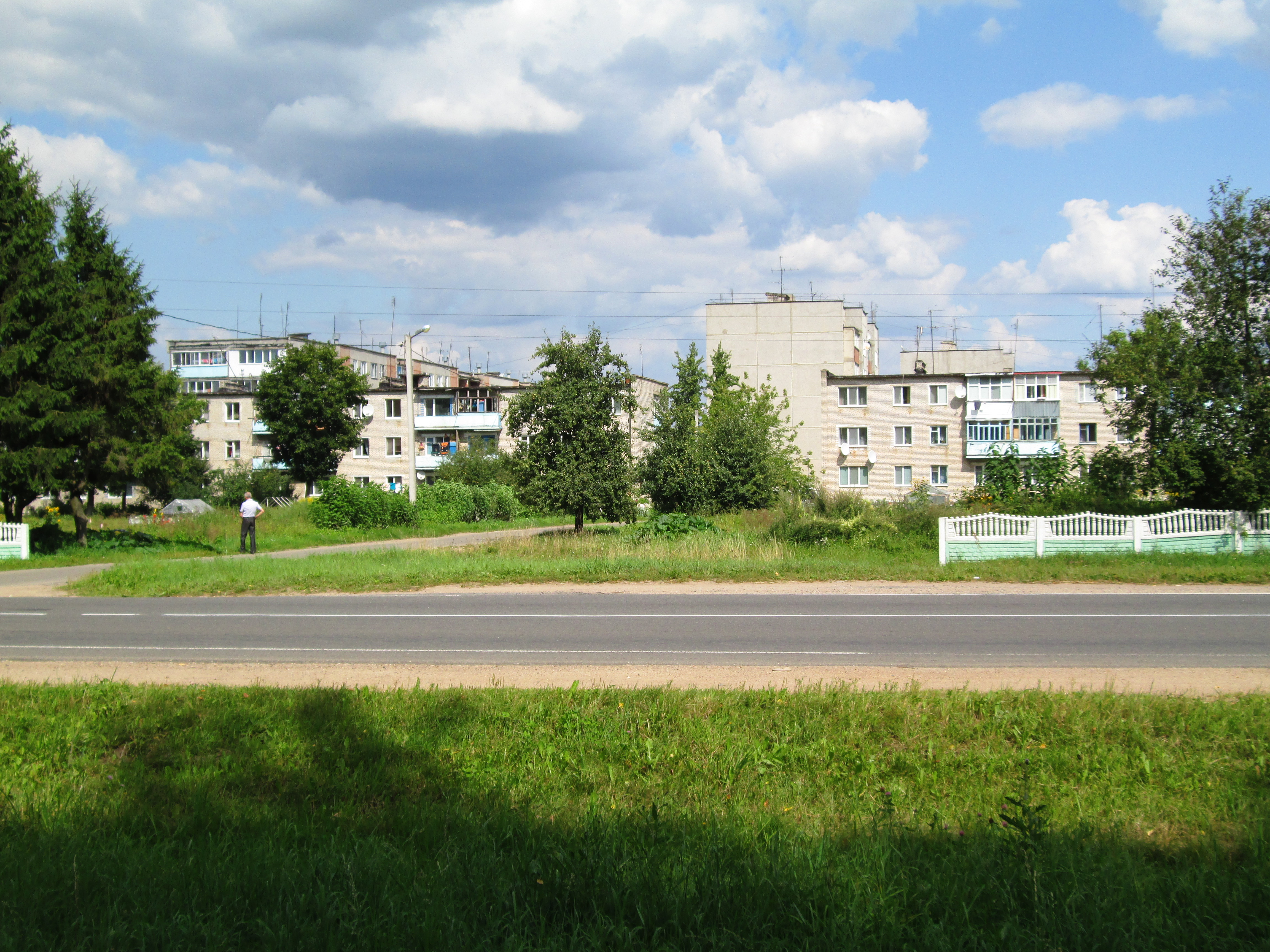
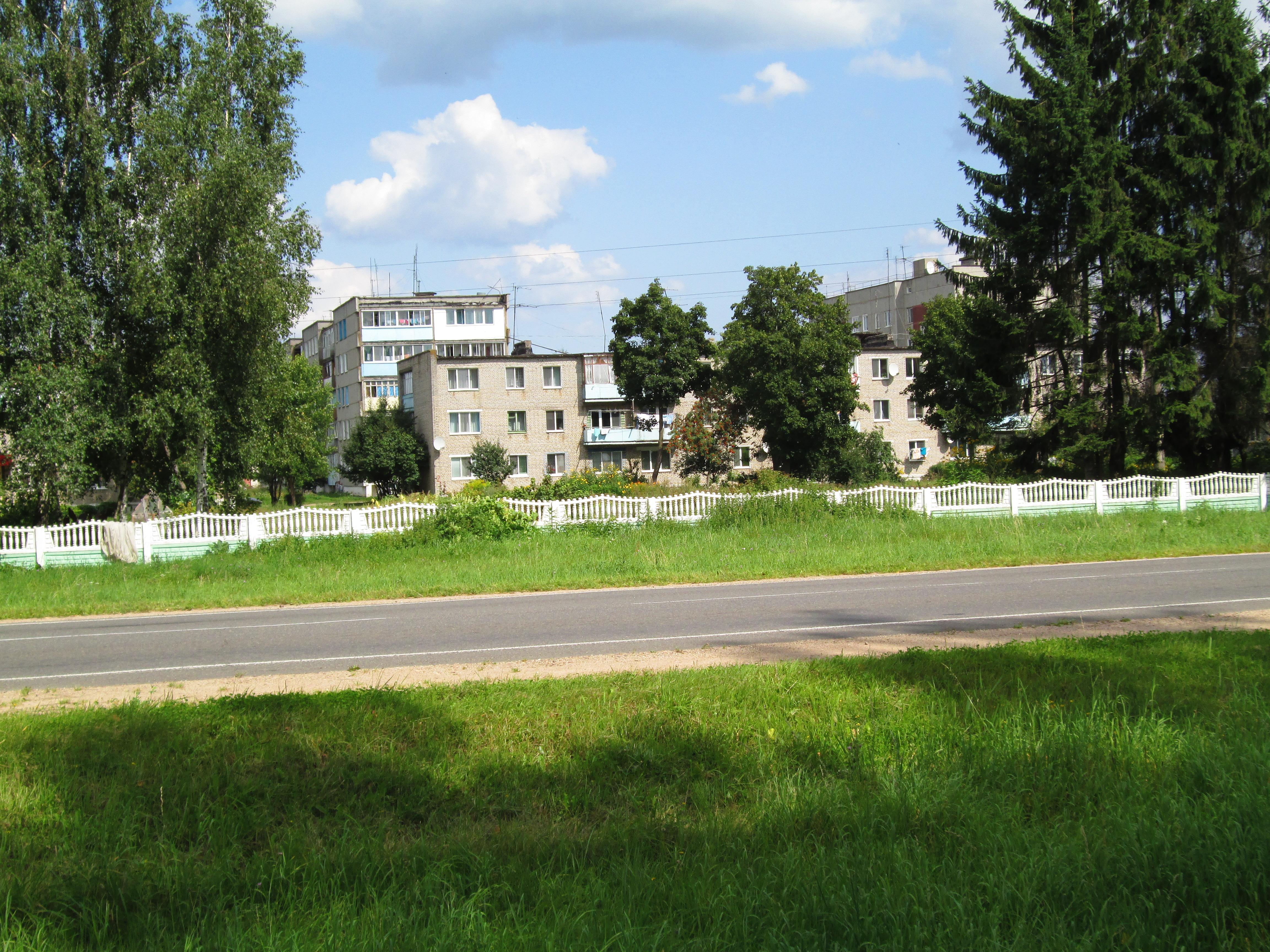
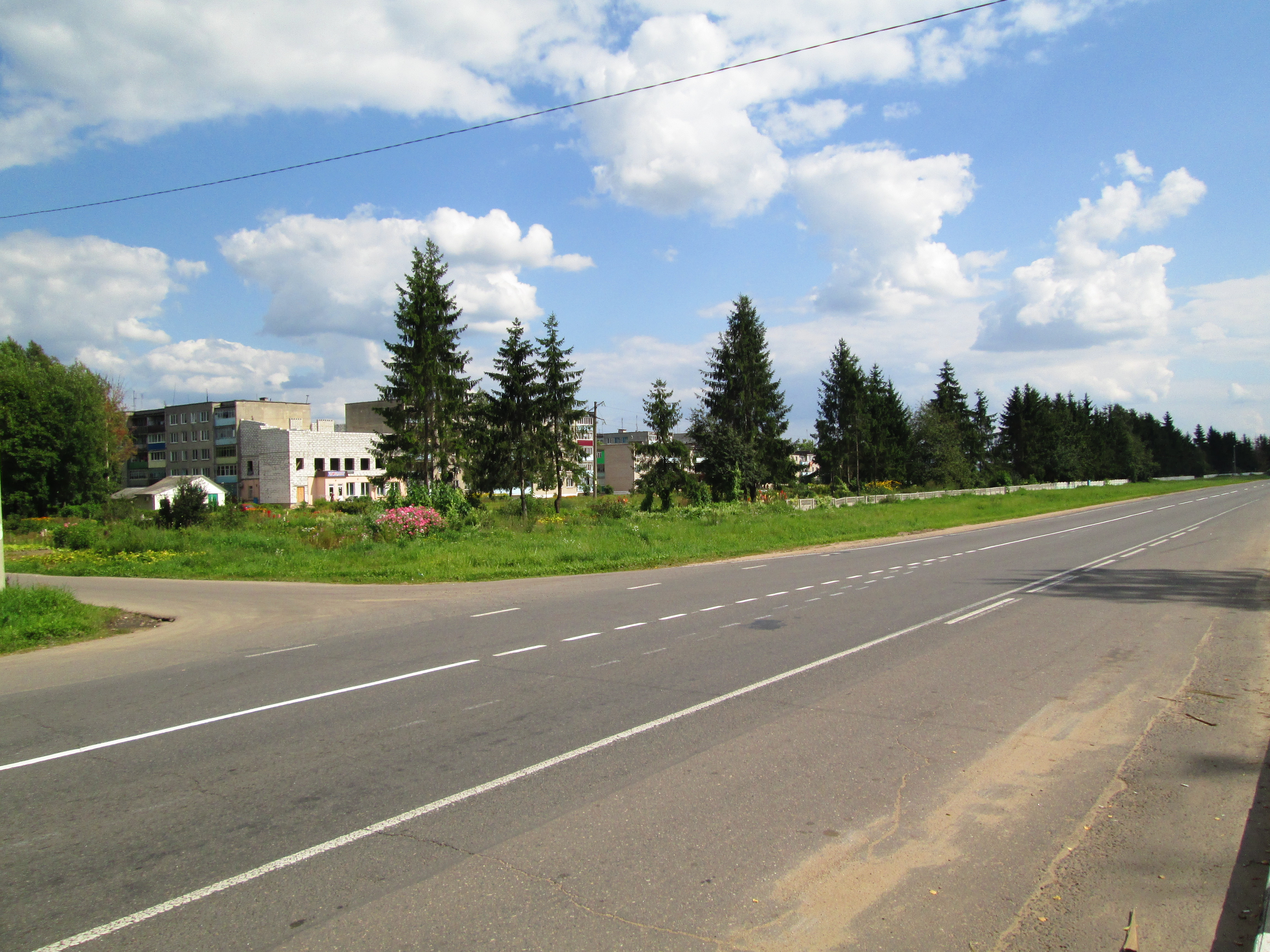
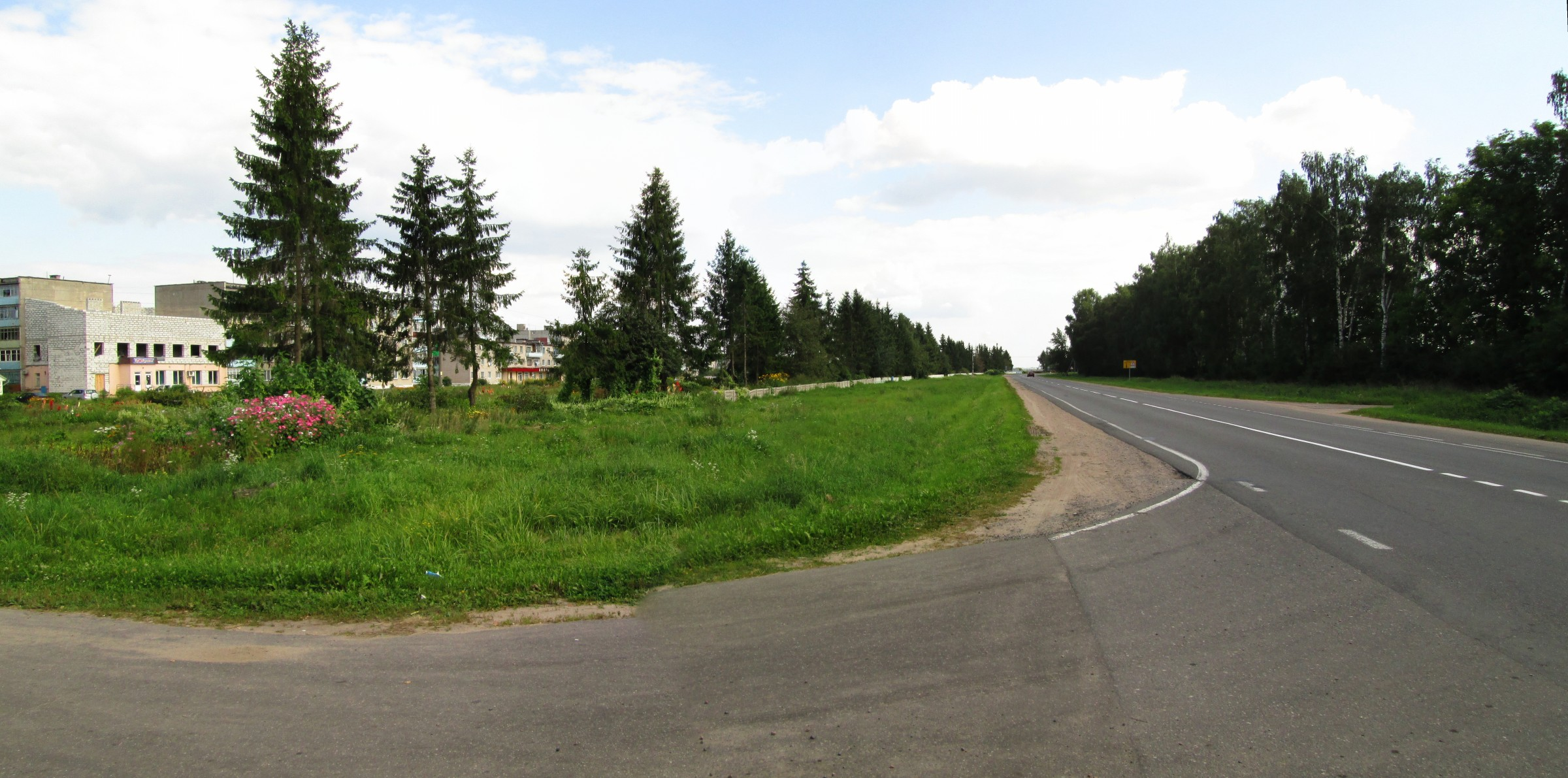
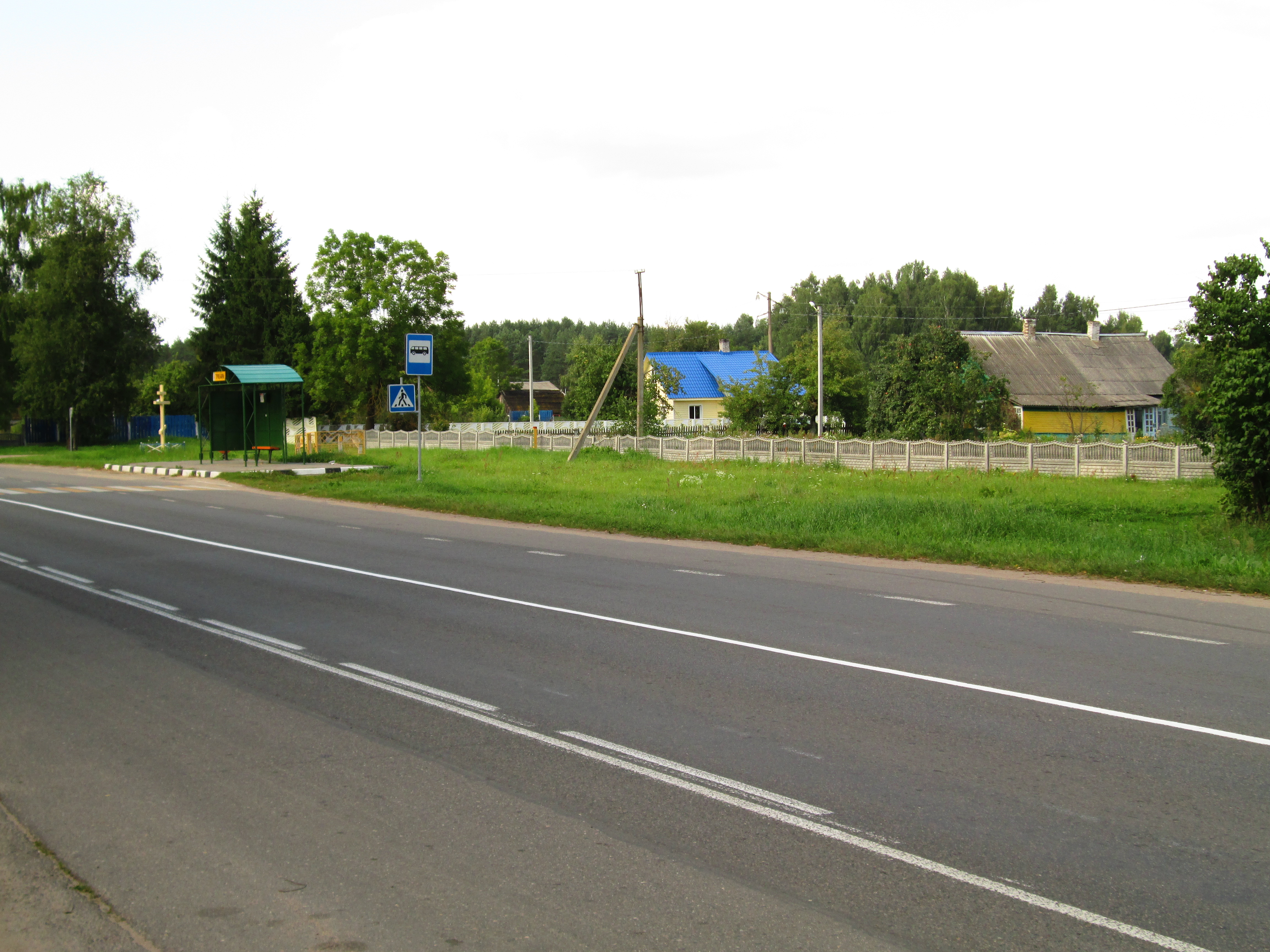
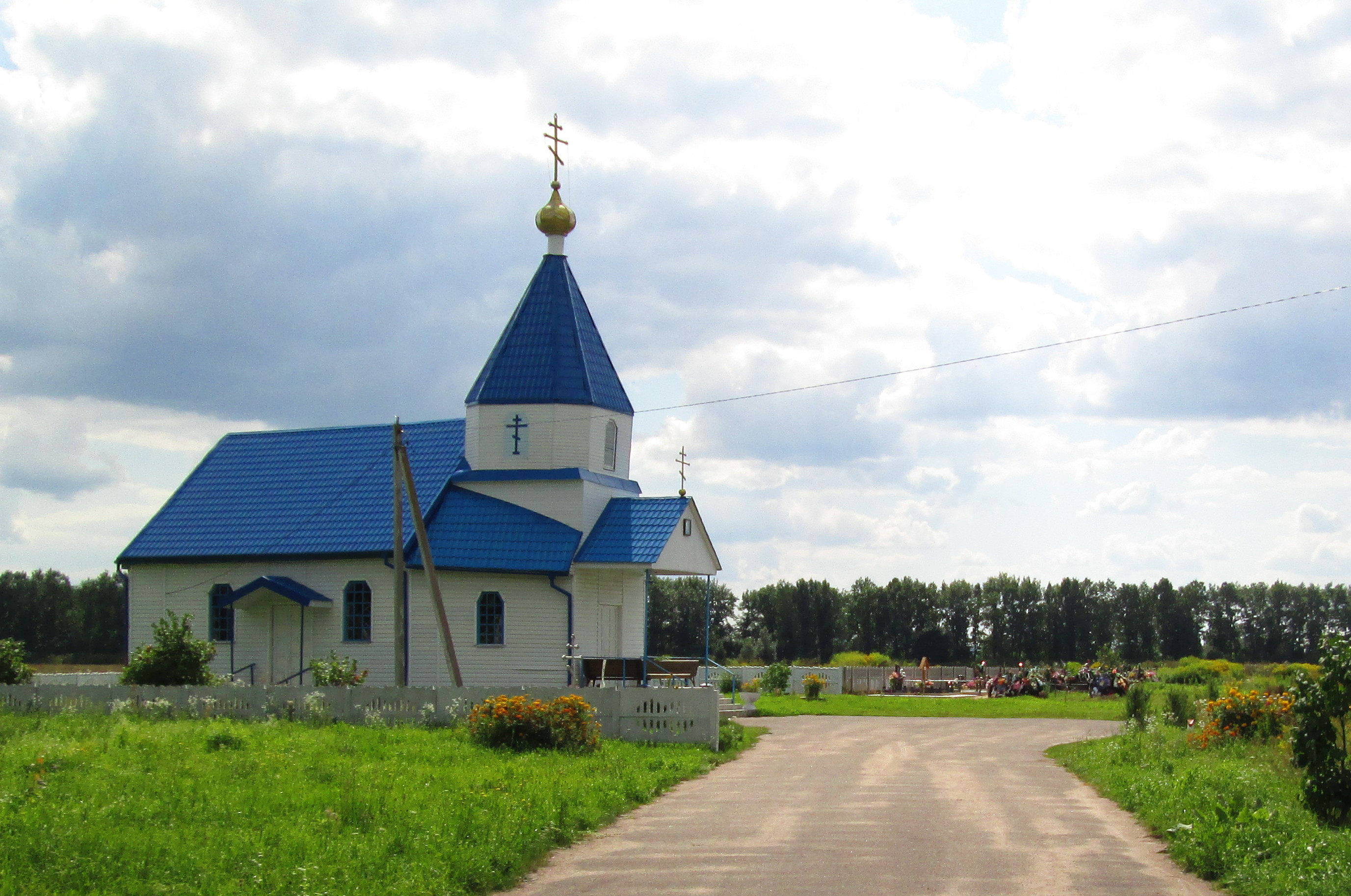
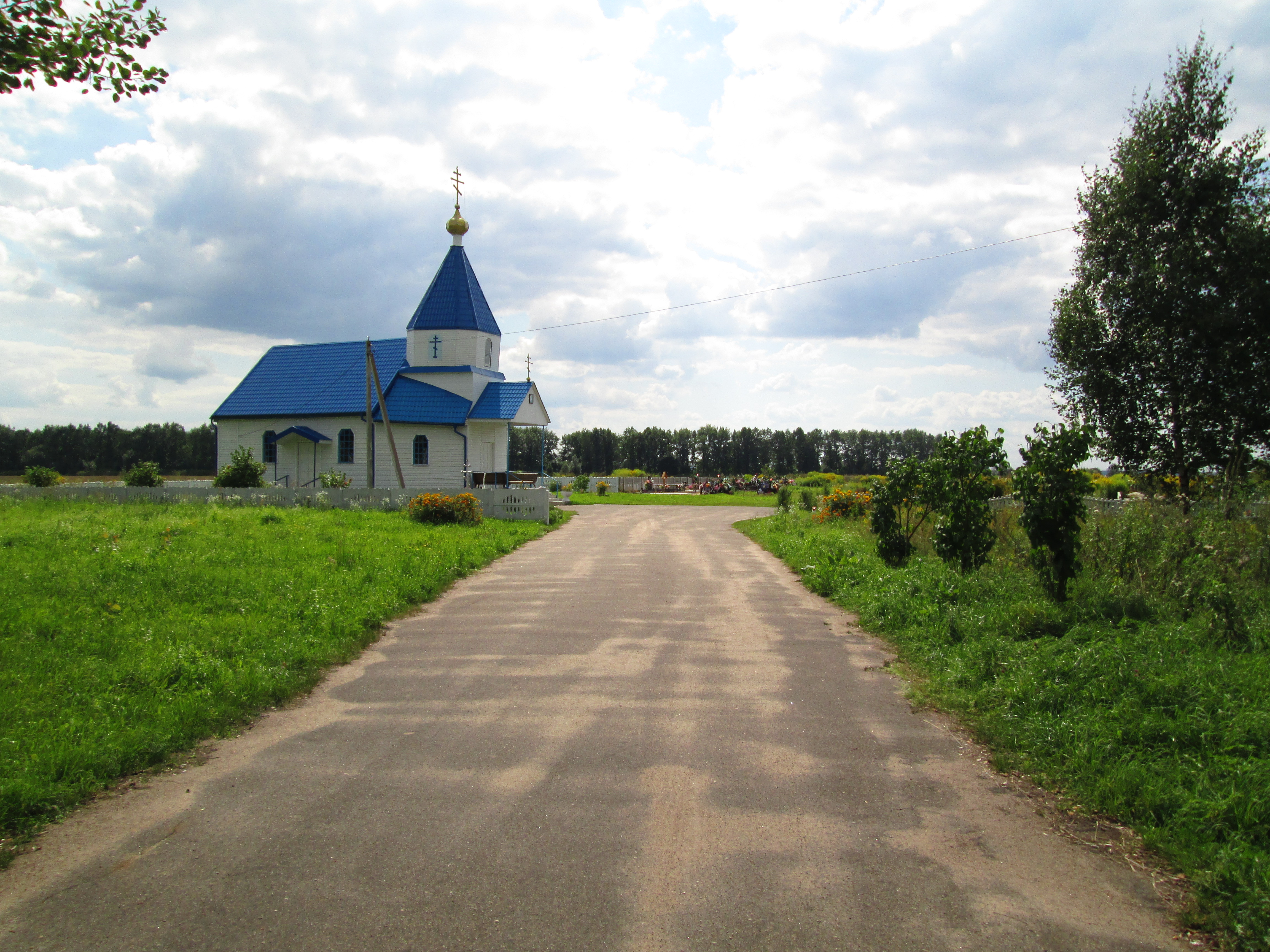